# تشو مينغ تشن
تشو مينغ تشن (بالصينية: 周明镇) ‏ (9 نوفمبر 1918 - 4 يناير 1996)، المعروف أيضًا باسم Minchen Chow ، كان رائدًا في علم الحفريات وعلم الحفريات الصيني القديم. كان أكاديميًا في الأكاديمية الصينية للعلوم، وأستاذًا في علم الحفريات في الثدييات في معهد علم الحفريات والباليوأنثروبولوجي في بكين. حصل على ميدالية رومير-سيمبسون في عام 1993.

## السيرة الشخصية
وُلد تشو في شنغهاي في الصين، وتخرج من جامعة تشونغتشينغ في سيتشوان عام 1943، وحصل على درجة الماجستير من جامعة ميامي في عام 1948، وشهادة الدكتوراه. شهادة من جامعة ليهاي، في عام 1950. أصبح أستاذاً مشاركاً في جامعة شاندونغ، في عام 1952 وانضم إلى معهد علم الحفريات وعلم الأحفوريات الصينية القديمة التابع للأكاديمية الصينية للعلوم في بكين حيث بقي حتى وفاته في عام 1996. لقد كان الزعيم الصيني لـ «الحملة الصينية السوفيتية (الحفريات)» في شمال غرب الصين في 1959-1960. في عام 1979 أصبح تشو عضواً فخريًا في جمعية علم الحفريات الفقارية. أصبح أكاديميًا في الأكاديمية الصينية للعلوم في عام 1980 وفي عام 1993 حصل على ميدالية رومير-سيمبسون من جمعية علم الحفريات الفقارية عن «التفوق العلمي المستمر والخدمة في مجال علم الحفريات الفقارية». كان من أوائل المدافعين عن المناهج في علم الأحياء القديمة في الصين، حيث بدأ في أوائل الثمانينات وعزز الدراسة في الخارج والتدريب الأكاديمي لعلماء الحفريات الصينيين الشباب في الثمانينات والتسعينات.

## عائلته
كان تشو متزوجًا من تشاي ميتشن ولديه ولدان، تشو زيمنج (المولود عام 1940) وتشو شيتشين. تعرض تشو وعائلته للاضطهاد الشديد خلال الثورة الثقافية. خضع لجلسات نضال متكررة وقام بالعديد من محاولات الانتحار. قتل ابنه الأكبر تشو زيمنج نفسه في عام 1968 بعد استنكاره باعتباره «معادياً للثورة». عانت تشاي ميتشن من الاكتئاب وشنقت نفسها في عام 1993.